# Dimocarpus fumatus
Dimocarpus fumatus är en kinesträdsväxtart. Dimocarpus fumatus ingår i släktet Dimocarpus och familjen kinesträdsväxter.

## Underarter
Arten delas in i följande underarter:
- D. f. calcicola
- D. f. fumatus
- D. f. indochinensis
- D. f. javensis
- D. f. philippinensis